# Авария L-1011 в Нью-Йорке
Авария L-1011 в Нью-Йорке — авиационная авария, произошедшая вечером 30 июля 1992 года. Авиалайнер Lockheed L-1011 TriStar 1 авиакомпании Trans World Airlines (TWA) совершал внутренний рейс TWA843 по маршруту Нью-Йорк—Сан-Франциско, но через 6 секунд после взлёта снова сел на ВПП из-за технической неисправности и начавшегося на борту пожара. Во избежание выкатывания за пределы взлётной полосы и столкновения с ограждением аэропорта экипаж смог повернуть самолёт влево с ВПП, после чего тот после остановки разрушился на две части и сгорел. Из находившихся на его борту 292 человек (280 пассажиров и 12 членов экипажа) никто не погиб, но 10 из них получили ранения.
4 члена экипажа рейса 843 (КВС и 3 стюардессы) были представлены к награде.

## Сведения о рейсе 843

### Самолёт
Lockheed L-1011 TriStar 1 (регистрационный номер N11002, серийный 1014) был выпущен в 1972 году (первый полёт совершил 3 июня). Оснащён тремя турбовентиляторными двигателями Rolls-Royce RB211-22B. 4 июля того же года был передан авиакомпании Trans World Airlines (TWA). От неё сдавался в лизинг авиакомпаниям:
- Eastern Air Lines — с 12 ноября 1973 года по 21 мая 1974 года (по другим данным, в ней он носил б/н N382EA);
- Five Star Airlines — с 19 ноября 1984 года по 28 апреля 1985 года, с 25 ноября 1985 года по 1 мая 1986 года, с 21 ноября 1986 года по 29 мая 1987 года, с 10 ноября 1987 года по 24 апреля 1988 года и с 3 декабря 1988 года по 15 мая 1989 года;
- American Trans Air — с 11 ноября 1989 года по 29 апреля 1990 года и с 27 ноября 1990 года по 3 июня 1991 года.

На день аварии 20-летний авиалайнер совершил 19 659 циклов «взлёт-посадка» и налетал 49 662 часа.

### Экипаж
Самолётом управлял очень опытный экипаж, его состав был таким:
- Командир воздушного судна (КВС) — 54-летний Уильям Ш. Кинкейд (англ. William Sh. Kinkead). Очень опытный пилот, в авиакомпании TWA проработал 27 лет и 2 месяца (с 24 мая 1965 года). Управлял самолётами Douglas DC-6, DC-7, Boeing 707, Boeing 720 и Boeing 747. Налетал 20 149 часов, 2397 из них на Lockheed L-1011 TriStar (1574 из них в качестве КВС).
- Второй пилот — 53-летний Деннис У. Гергерт (англ. Dennis W. Hergert). Очень опытный пилот, в авиакомпании TWA проработал 25 лет и 5 месяцев (с 17 февраля 1967 года). Налетал 15 242 часа, 2953 из них на Lockheed L-1011 TriStar (2230 часов в качестве бортинженера и 723 часа в качестве второго пилота).
- Бортинженер — 34-летний Чарльз Э. Лонг (англ. Charles E. Long). Проходил службу в ВВС США, где управлял самолётом Boeing B-52 (сначала вторым пилотом, затем КВС). В апреле 1989 года устроился в авиакомпанию TWA на должность бортинженера Lockheed L-1011 TriStar, проработал в ней 3 года и 3 месяца. Налетал 3922 часа, 2266 из них на L-1011.

В салоне самолёта работали 8 бортпроводников:
- Шери Бенчини (англ. Sheri Bencini),
- Роуз Берарделли (англ. Rose Berardelli),
- Джоан Агости (англ. Joan Agosti),
- Пола Гайс-Уильямс (англ. Paula Guice-Williams),
- Алета Смит (англ. Aleta Smith),
- Барбара Фурман (англ. Barbara Furman),
- Тереза Хоун (англ. Theresa Hawn),
- Мэрилин Крегел (англ. Marilyn Kregel).

Также в составе экипажа был менеджер по обслуживанию полётов Эдвард Швенднер (англ. Edward Schwendner).

### Пассажиры
Среди пассажиров на борту самолёта находились 7 служебных пассажиров-работников авиакомпании TWA — Монти Маунтсье (англ. Monty Mountsier) и Джеймс Фернбог (англ. James Fernbaugh), а также 5 стюардесс:
- Карен Лейси (англ. Karen Lacey),
- Юнис Вонг (англ. Eunice Wong),
- Крис Каргл-Фостер (англ. Chris Kargle-Foster),
- Кайя Чандлер (англ. Kaye Chandler),
- Мэри Бёрнс (англ. Mary Burns).

Также среди пассажиров находился рэпер Рэджи Гибсон («Saafir»).

## Хронология событий

### Прерванный взлёт
Рейсу TW843 было разрешено отойти от гейта в 17:16:12. В 17:25:37 наземный диспетчерский пункт аэропорта имени Джона Кеннеди разрешил рейсу 843 руление до ВПП № 13R (правая): Взлётно-посадочная полосы один три правая, руление налево наружу, держитесь до [рулёжной дорожки] ноября. Длина взлётной полосы № 13R / 31L составляла 4441 метр. Самолётом управлял второй пилот. В 17:40:10 КВС подтвердил сообщение от башни аэропорта имени Джона Кеннеди: Разрешён к взлету.
Согласно записи речевого самописца, в 17:40:58 КВС сказал: V1, а в 17:41:03: VR. В 17:41:11 второй пилот сказал: Получил сваливание, а через 1,4 секунды сказал: Понял; в 17:41:13 КВС ответил: Хорошо. В 17:41:15 раздался щелчок, после чего командир сказал: О, Джес…. Второй пилот сказал: Прервать, давай.. Бортинженер сказал: Снимай. Второй пилот снова сказал: Получите это. Бортинженер снова сказал: Снимай. В 17:41:20 командир спросил второго пилота: Что случилось?, на что тот ответил: Получение сваливания, а в 17:41:32 добавил: Оставайся с этим. Затем второй пилот сказал: Оставайся на тормозах, оставайся на тормозах. В 17:41:38 авиадиспетчер аэропорта Нью-Йорка передал: TWA восемь сорок три, сильное многочисленное пламя. Согласно данным параметрического самописца, лайнер находился в воздухе около 6 секунд.
Впоследствии КВС указал следователям NTSB, что взлёт был произведён с использованием всех стандартных процедур авиакомпании TWA; то есть, когда второй пилот выполняет взлёт, КВС сохраняет управление рычагами тяги до тех пор, пока стойки шасси не будут убраны. Также КВС заявил, что он увеличил мощность двигателей для взлёта и что ускорение было нормальным. После набора скорости V1 он убрал руку с рукоятки рычага тяги. Затем сообщил о скорости VR, оно было произведено ровно и нормально.
Второй пилот заявил, что почувствовал, как сработало предупреждение GPWS о сваливании на колонке управления, когда самолёт оторвался от взлётно-посадочной полосы. Он сказал, что, взлетев в воздух, он почувствовал потерю летных качеств и почувствовал, что самолёт тонет. КВС заявил, что когда самолет оторвался от земли, предупреждение о сваливании оставалось включённым, и самолёт начал опускаться обратно к взлётно-посадочной полосе. Он сказал, что: второй пилот заявил что-то вроде того, что он не летает или не будет летать, «у вас это есть». Он передал управление самолётом КВС. КВС, который заявил, что у него есть доля секунды, чтобы решить, продолжить ли взлет или прервать его, когда он, вероятно, не сможет остановиться на взлётно-посадочной полосе. Он увидел, что осталось много взлётно-посадочной полосы, и решил прервать операцию. КВС также заявил, что самолёт имел правильную ориентацию и воздушную скорость, но не летел. Он сказал, что категорически не верил, что самолёт полетит.
КВС заявил, что закрыл рычаги тяги и вернул самолёт на взлетно-посадочную полосу. Он применил полную обратную тягу и максимальное торможение. Самолёт начал замедляться, но не так быстро, как он ожидал. Он сказал, что тормоза как будто теряют свою эффективность. Он пришел к выводу, что с оставшимися примерно 1500 футами (450 метрами) взлётной полосы и воздушной скоростью около 100 узлов (120 м/ч; 190 км/ч) он не сможет остановиться, не дойдя до газоотбойника в конце взлетно-посадочной полосы. Ему удалось сохранить управляемость во время приземления. Когда стало очевидно, что он не сможет остановиться, пока не столкнется с преградой в конце взлетно-посадочной полосы, он развернул самолёт, оставшийся от взлетно-посадочной полосы, на открытую площадку, покрытую травой. За травой был бетон; он был уверен, что сможет остановиться либо на траве, либо на бетоне.
КВС заявил, что почувствовал «резкий удар» примерно в то время, когда самолёт покинул взлетно-посадочную полосу. В то время он намеревался сохранить управляемость и останавливаться, но позже он знал, что ударом было падение носового колеса. При осмотре самолёта выяснилось, что передняя стойка шасси сломалась, и она рухнула назад и вверх о нижнюю часть носовой части фюзеляжа.
Примерно в то время, когда самолёт остановился, командир выключил выключатели топлива и зажигания и приказал второму пилоту потянуть за ручки других двигателей и активировать баллоны с огнетушащими веществами.
КВС сообщил, что сигнал об эвакуации сработал, когда бортинженер потянулся к нему, чтобы активировать его. КВС подключился к системе громкой связи и заявил: Это командир, эвакуируйте самолёт. КВС вошел в кабину для руководства эвакуацией.

### Пожар на борту, эвакуация
Экипаж быстро эвакуировал всех пассажиров через крайний правый и два передних левых выхода из кабины. Второй люк выхода из кабины с правой стороны был открыт во время эвакуации, но, поскольку дым и огонь находились сразу за выходом, он был быстро закрыт. КВС осмотрел кабину на предмет оставшихся пассажиров и вышел из самолёта последним.
Пилоты других самолетов входили в группу свидетелей. Некоторые из них описали, что самолёт приземлился быстро и далеко от взлетно-посадочной полосы. Пилот самолета, ожидающего на рулежной дорожке Lima Alpha, смотрящего перпендикулярно отметке около 8500 футов на взлетно-посадочной полосе 13R, заявил, что не заметил в самолёте ничего необычного, кроме чрезмерной скорости снижения. Он заявил, что из-за чрезвычайно жесткой посадки на землю от главного шасси вышел большой клуб дыма с сильным сжатием стойки и изгибом крыла.
У свидетелей были аналогичные описания событий, последовавших за приземлением; они видели обломки, дым или туман, исходящие от самолета во время приземления и после приземления. Вещество продолжало выходить из-под днища самолета или из зоны правого крыла, пока самолет продолжал движение по взлетно-посадочной полосе. Снаружи фюзеляжа образовался большой огненный шар. Один свидетель сообщил, что видел, как огненный шар двигался в корму и, возможно, вошел во входное отверстие двигателя № 2.
Следы шин на взлетно-посадочной полосе и последующие борозды в почве, левая основная стойка шасси отошла от левой стороны взлетно-посадочной полосы на расстоянии около 11 350 футов от порога взлетно-посадочной полосы. Правая основная стойка шасси отошла от левой стороны взлетно-посадочной полосы на расстоянии около 13 250 футов от порога. На взлетно-посадочной полосе также была почерневшая и обгоревшая полоса, начинающаяся примерно в 12 650 футов от порога. Полоса шла вместе со следами от шин с левой стороны взлетно-посадочной полосы. Обгоревшая полоса продолжалась до места остановки самолета. Самолет остановился в вертикальном положении и загорелся на покрытой травой почве примерно в 296 футах слева от взлетно-посадочной полосы 13R, курсом около 100 градусов, примерно в 14 368 футах от порога взлетно-посадочной полосы.
Через две минуты после остановки самолёта на место прибыли аварийно-спасательные и пожарные машины. Однако самолёт продолжал гореть. Прежде чем пожар удалось потушить, он охватил всю хвостовую часть фюзеляжа, в области за крыльями и над полом кабины. Огонь также прожёг нижнюю часть фюзеляжа в двух местах, так что две секции упали по отдельности на землю. После тушения пожара самолет опирался на колеса двух основных стоек шасси, а также на конструкцию и обшивку под передней кабиной и носом.
Погибших нет. Из 280 пассажиров, находившихся на борту самолета, было зарегистрировано 10 травм, полученных при выходе из самолета. Большинство травм были незначительными. Была одна сломанная нога. О травмах 12 членов экипажа не сообщалось.
Авария произошла в светлое время суток в точке координат40°47′43″ с. ш. 73°46′18″ з. д..

## Расследование
Расследование причин аварии рейса TWA843 проводил Национальный совет по безопасности на транспорте (NTSB).
Окончательный отчёт расследования был опубликован 31 марта 1993 года.

Национальный совет по безопасности на транспорте определяет, что вероятными причинами этой аварии были конструктивные недостатки системы предупреждения о сваливании, позволившие не выявить неисправность, отказ программы технического обслуживания TWA исправить повторяющуюся неисправность системы предупреждения о сваливании и недостаточная координация действий экипажа между капитаном и вторым пилотом, что привело к их неправильной реакции на ложное предупреждение о сваливании.
Оригинальный текст (англ.)The National Transportation Safety Board determines that the probable causes of this accident were design deficiencies in the stall warning system that permitted a defect to go undetected, the failure of TWA's maintenance program to correct a repetitive malfunction of the stall warning system, and inadequate crew coordination between the captain and first officer that resulted in their inappropriate response to a false stall warning.